# Akcja B-2
Akcja B-2 – akcja wywiadowcza o kryptonimie B-2 przeprowadzona została w ostatniej fazie II wojny światowej przez Tajny Hufiec Harcerzy w Gdyni. W ciągu trzech miesięcy harcerze pod komendą por. J. Joachimczyka ustalili z dużą dokładnością zakres i jakość niemieckich umocnień Festungring Gotenhafen od Kolibek na południu Gdyni po północny skraj Kępy Oksywskiej. Dane te zostały naniesione na niemieckie urzędowe mapy katastralne, przedarto się z nimi przez front i przekazano je wojskom radzieckim 1 Gwardyjskiej Armii Pancernej idącym w ofensywie ku Zatoce Gdańskiej. Akcja B-2 przyczyniła się do szybszego wyzwolenia Gdyni, co uratowało życie wielu mieszkańcom oraz wyzwalającym miasto żołnierzom.
Fakt przeprowadzenia akcji ujawnił 21 lutego 1965 marszałek wojsk pancernych ZSRR Michaił Katukow w piśmie Na przełaj.
W 1969 roku Bohdan Kosiński zrealizował film dokumentalny Akcja B-2.